# Aileen Quinn
Aileen Marie Quinn (Yardley, 28 juni 1971) is een Amerikaans actrice, singer-songwriter en regisseur. Zij is het bekendst van de film Annie (1982), waarin zij de hoofdrol speelde. Ze is de zangeres van de band Aileen Quinn and the Leapin Lizards. 
1. ↑  (en) Aileen Quinn [@aileenquinnofficial], Had a blast performing with my band "Aileen Quinn and the Leapin Lizards" at Rusty's Rhythm Club last week! The fantastic swing dancers made the "Winter White Night" special (14 januari 2019). Geraadpleegd op 13 juni 2022 – via Instagram.

- Bibsys: 5038491
- Bibliothèque nationale de France: cb13898754m (data)
- International Standard Name Identifier: 0000 0000 3428 1550
- Library of Congress Control Number: n97840459
- MusicBrainz: d40a72ab-7768-42cd-af64-24b932f0f3f3
- Nationale Bibliotheek van Israël: 987007314840705171
- Nederlandse Thesaurus van Auteursnamen: 071353011
- Système universitaire de documentation: 059754389
- Virtual International Authority File: 69116593
- WorldCat: E39PBJyMkWKdV8HQ7JD4kpWbh3